# Юханссон, Роберт
Роберт Хёнерен Юханссон (норв. Robert Høneren Johansson; род. 23 марта 1990 года) — норвежский прыгун с трамплина, чемпион и двукратный бронзовый призёр Олимпийских игр в Пхёнчхане, многократный призёр чемпионатов мира по прыжкам на лыжах с трамплина и полётам на лыжах, экс-обладатель мирового рекорда по дальности прыжка.

## Карьера
В международных соревнованиях под эгидой FIS Юханссон дебютировал осенью 2006 года в шведском Эрншёльдсвике. Два года спустя дебютировал в континентальном кубке.
В 2009 и 2010 годах принимал участие в юношеских чемпионатах мира, где дважды занимал 29-е место в личных соревнованиях, а в составе сборной не поднимался выше четвёртой позиции.
С сезона 2011/12 стал постоянным участником континентального кубка, занял в его общем зачёте восьмое место. В Кубке мира дебютировал в начале олимпийского сезона 2013/14. На дебютном для себя этапе в Куусамо занял 13-е место, но не смог закрепиться в основном составе сильной норвежской сборной, выступив не на всех этапах и набрав всего 43 кубковых очка.
В составе основной сборной Юханссон закрепился лишь в сезоне 2016/17. На третьем этапе Турне четырёх трамплинов в Инсбруке, который проходил в тяжёлых погодных условиях и состоял лишь из одной попытки, Роберт показал второй результат, уступив 2,4 балла товарищу по команде Даниэлю-Андре Танде. На чемпионате мира 2017 года выступил в личном первенстве на нормальном трамплине и занял там 17-е место.
18 марта 2017 года на полётном трамплине «Викерсуннбаккен» установил новый мировой рекорд — 252 метра (на полметра дальше предыдущего рекордсмена Андреса Фаннемеля). Однако его рекорд продержался всего около получаса, после чего его результат на 1,5 метра превзошел австриец Штефан Крафт.
На Олимпийских играх 2018 года в Пхёнчхане Юханссон завоевал две бронзовые награды в личных дисциплинах, а также стал чемпионом в составе сборной Норвегии в командных прыжках.

## Результаты на крупнейших соревнованиях

### Зимние Олимпийские игры
| Олимпийские игры | Средний трамплин | Большой трамплин | Команда | Смешанная команда |
| ---------------- | ---------------- | ---------------- | ------- | ----------------- |
| 2018 Пхёнчхан    | 3                | 3                | 1       | н/д               |
| 2022 Пекин       | 20               | 32               | 4       | 8                 |